# Gegisch

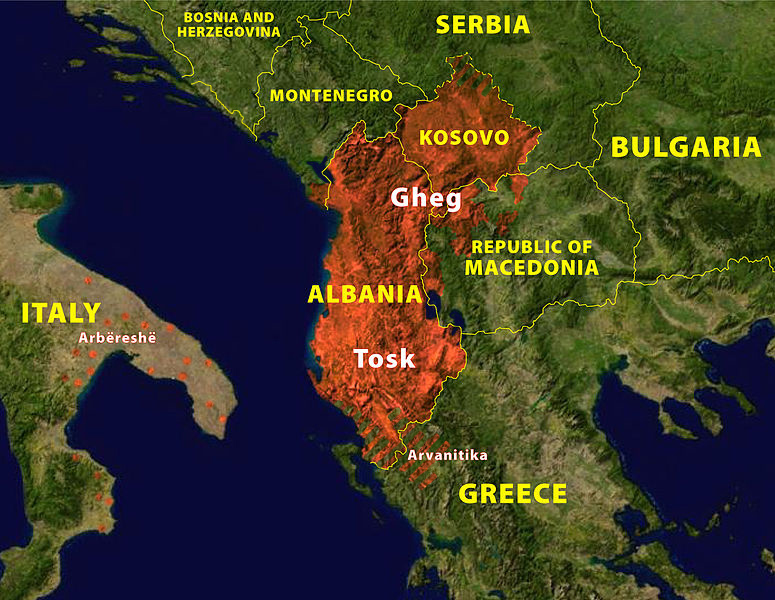
Gegisch (Gheg) in het noorden

Het Gegisch (Gegnishtja, Geg, Albanees: Gegërishtja of kort Gegë) is een van de twee dialectgroepen binnen het Albanees (waarvan het Toskisch de andere is). Het Gegisch wordt gesproken door de Gegen, woonachtig in het noorden van Albanië, Kosovo, het gebied rond Preševo in Servië, Montenegro en het noorden van Noord-Macedonië. De standaardvorm van het Albanees is meer op de andere dialectgroep het Toskisch gebaseerd. De scheidingslijn tussen de twee groepen is de rivier Shkumbin in Centraal-Albanië.